# 京都府立城南高等学校
京都府立城南高等学校（きょうとふりつ じょうなんこうとうがっこう）は、京都府宇治市に存在していた府立の全日制の高等学校。

## 概要
1943年創立の京都府立城南高等女学校に始まる。1948年の学制改革により現校名となった。校章は、南山城地域の特産である茶にちなみ、「向こう茶の実」の家紋を図案化したものである。2006年、京都府教育委員会は城南高等学校と京都府立西宇治高等学校を統合する計画を決定。決定に基づき、城南高等学校は、2009年3月31日をもって閉校、66年の歴史に幕を閉じた。翌4月1日、西宇治高等学校と統合され、京都府立城南菱創高等学校（きょうとふりつじょうなんりょうそうこうとうがっこう）が開校した。

## 沿革
- 1943年：京都府立城南高等女学校設立。
- 1948年：学制改革により京都府城南高等学校と称する。普通科、商業科を設置。
- 1966年3月：昼間定時制過程を廃止（1963年度より募集停止）
- 1985年：新高校教育制度発足に伴い普通科にI類、II類を設置。
- 1987年3月：商業科を廃止（1985年度より募集停止。これにより当時の山城北通学圏の高等学校から商業科が消滅）
- 2006年：京都府立西宇治高等学校と統合されることが決定。
- 2009年：3月21日：閉校式典開催。
- 2009年：3月31日：閉校。

## 教育方針
- 心身の健康（健全な心身の発達と個性の伸長をはかる）
- 誠実な人間（社会的に信頼される誠実な人間形成につとめる）
- 努力研さん（生涯を通して努力研さんする意欲とその資質を培う）

## 設置学科
- 普通科（I類、II類）
- 教養科学科（人文社会科系統、自然科学科系統）

## 統廃合

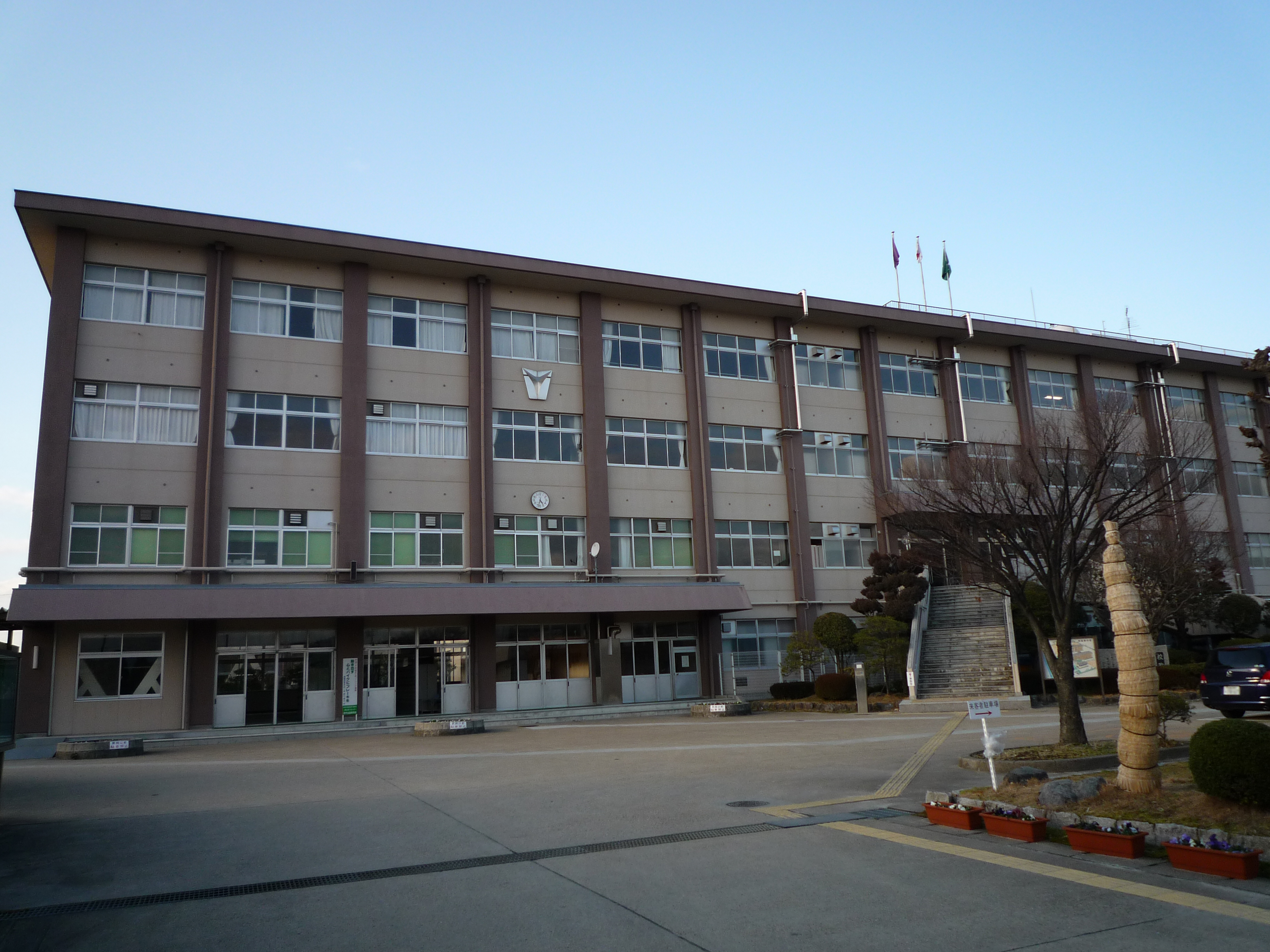
統合前、当時の西宇治高等学校の校舎

2009年度（平成21年度）に、城南高校と西宇治高等学校とを廃止し、現在の西宇治高校の校地に、承継校として全日制単位制普通科・専門学科を置く京都府立城南菱創高等学校が設置された（2006年京都府条例第32号により設置条例が改正済み）条例上、城南菱創高校は、2008年（平成20年）9月1日に設置された（2006年京都府条例第32号）。
これに対して、在校生・多くの卒業生・地域住民などによる反対があったものの、決定を覆すまでの根拠が得られなかった。
統合に先立ち、2008年度秋季京都府高等学校野球大会には、西宇治高校と城南高校が、統廃合が予定される学校に認められる統合チームとして「城南菱創」の名前で参加した。
2011年（平成23年）4月、当校跡地に京都府立宇治支援学校が開校した。また学校の前のバス停の名称「城南高校」（当時は京阪宇治バスと京阪シティバス、2014年4月に合併により京都京阪バス）は2011年（平成23年）5月に「宇治支援学校」に改称された。

## 出身者
- 冠徹弥（歌手、THE冠）
- 菱田嘉明（八幡市元市長、衆議院議員）
- 鎧塚俊彦（パティシエ）
- 斎藤さと美（重量挙げ選手）
- 片山一良（アニメ監督）
- 岩崎恭典（四日市大学学長）
- 井野口順二（日本電産顧問、元京都銀行代表取締役専務）
- 大村武則 (元日本ラグビー協会総務、BLK Japan 代表)

## 主要参考文献
- 城南菱創高校学校公式サイト「城南高校沿革」